# Commémorations à l'occasion du 75e anniversaire du débarquement de Normandie

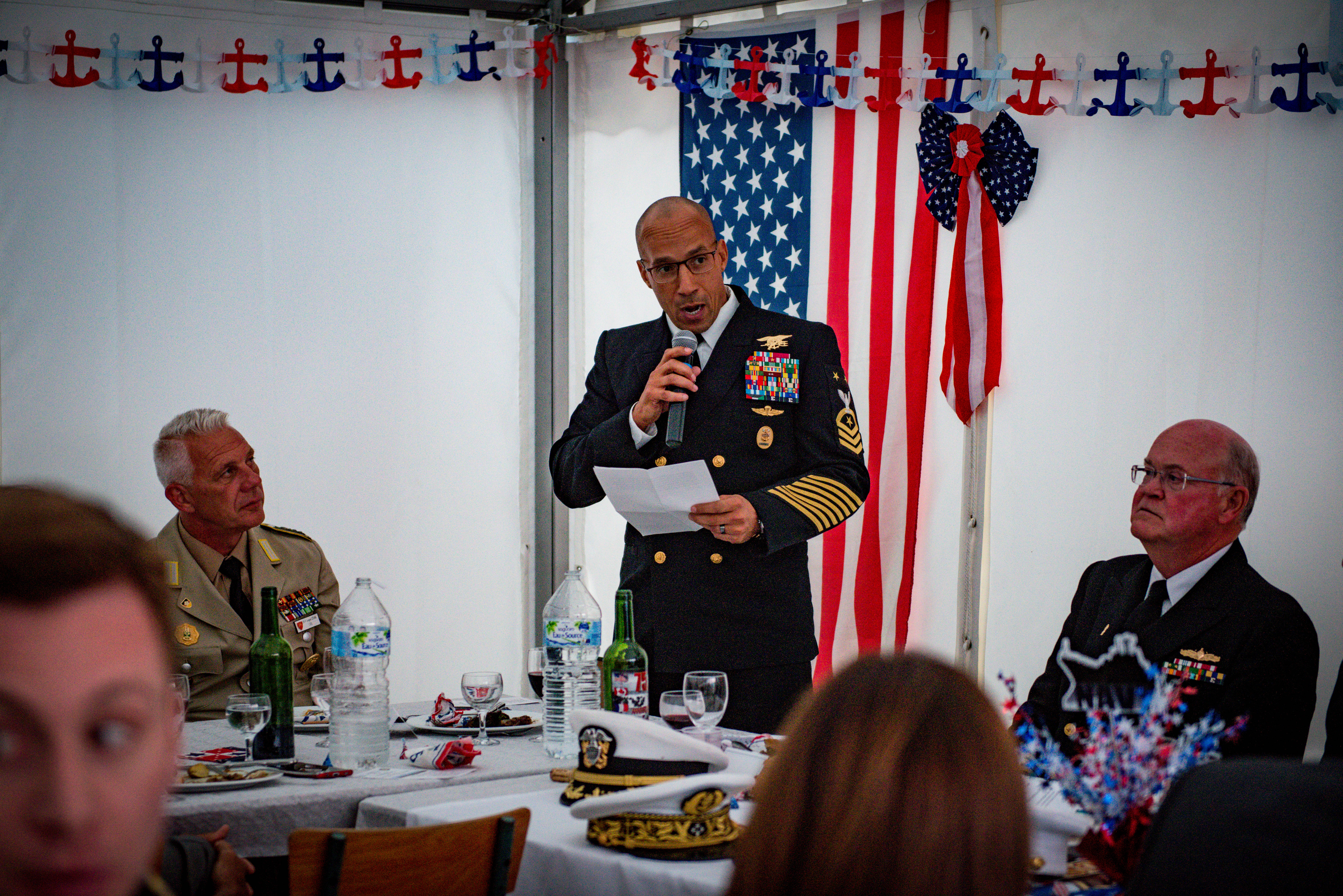
Le chef de la flotte Europe-Afrique des Forces navales, Derrick Walters, prononce une allocution lors d'un dîner-réception organisé par l'United States Navy Memorial and Frogmen Association of Utah Beach en Normandie, France, le 6 juin 2019.

Plusieurs commémorations sont organisées les 5 et 6 juin 2019 à l'occasion du 75e anniversaire du débarquement de Normandie qui s'est déroulé le 6 juin 1944, marquant le début de la libération de la France lors de la Seconde Guerre mondiale (1939-1945).

## Participants

### Chefs d'État et de gouvernement
| Nom              | Statut                               | Nationalité |
| ---------------- | ------------------------------------ | ----------- |
| Emmanuel Macron  | Président de la République française | France      |
| Édouard Philippe | Premier ministre français            | France      |
| Albert II        | Prince de Monaco                     | Monaco      |
| Theresa May      | Première ministre du Royaume Uni     | Royaume-Uni |
| Donald Trump     | Président des États-Unis             | États-Unis  |
| Justin Trudeau   | Premier ministre du Canada           | Canada      |
| Charles Michel   | Premier ministre de Belgique         | Belgique    |

### Autres personnalités
| Nom             | Statut                                         | Nationalité |
| --------------- | ---------------------------------------------- | ----------- |
| Florence Parly  | Ministre française des Armées                  | France      |
| Brigitte Macron | Épouse du président de la République française | France      |
| John Kerry      | Ancien secrétaire d’État des États-Unis        | États-Unis  |
| Melania Trump   | Première dame des États-Unis                   | États-Unis  |

### Vétérans
- Léon Gautier (1922-2023)

## Déroulement
Le site du futur Mémorial britannique de Normandie est inauguré le 6 juin 2019 par la Première ministre britannique Theresa May et le président français Emmanuel Macron.